# Probreviceps rhodesianus
Probreviceps rhodesianus é uma espécie de anfíbio da família Microhylidae.
Pode ser encontrada nos seguintes países: Zimbabwe e possivelmente em Moçambique.
Os seus habitats naturais são: regiões subtropicais ou tropicais húmidas de alta altitude.
Está ameaçada por perda de habitat.